# Морс, Филип Маккорд
Филип Маккорд Морс (англ. Philip McCord Morse; 6 августа 1903 – 5 сентября 1985) — американский физик, известен как родоначальник теории исследований операций США во Второй мировой войне.

## Биография
Морс окончил Школу прикладных наук Кейса в 1926 году со степенью бакалавра физики, получил докторскую степень по физике в Принстонском университете в 1929 году. С 1930 года продолжил обучение в аспирантуре Мюнхенского университета Людвига-Максимилиана под руководством Арнольда Зоммерфельда.
С 1931 года Морс работал в Кембриджском университете. По возвращении в США поступил на работу в Массачусетский технологический институт.
В 1949 году Морс был назначен первым директором по исследованиям Группы оценки систем вооружения (WSEG), созданной при Объединенном комитете начальников штабов.  В 1950 году вернулся в Массачусетский технологический институт, где открыл центр исследований операций, которым руководил до 1968 года. Под его научным руководством была присвоена первая докторская степень по новой специальности «исследование операций».
Морс был членом комитета по невоенному внедрению исследований операций при Национальном исследовательском совете США. По его инициативе в 1952 году было создано Американское общество исследования операций (ORSA). Морс избирался президентом Американского физического общества, президентом Акустического общества Америки и председателем правления Американского института физики.
В 1946 году Морс был награжден медалью «За заслуги» за работу во время войны. В 1973 году Американское акустическое ощество наградило его Золотой медалью за работу в области вибраций.

## Профессиональная деятельность
Морс сделал значительный вклад в развитие исследования операций после вступления США во Вторую мировую войну, когда американцы столкнулись с серьезной угрозой со стороны немецких подводных лодок в рамках трансатлантического движения судов. В ответ на этот вызов Морс учредил Исследовательскую группу по противолодочной обороне (Anti-Submarine Warfare Operations Research Group, ASWORG) для ВМС США. Историк Джон Берчард подчеркнул, что вклад группы Морса в победу был явным для всех, кто имеет хотя бы базовое представление о ходе военных операций в это время..
Морс вместе с Джорджем Кимбаллом был соавтором первого основанного на опыте военно-морского флота учебника по операциям Methods of Operations Research. Среди его дальнейших работ — Queues, Inventories, Maintenance и Library Effectiveness. За последнюю книгу он получил Ланчестерскую премию (Lanchester Prize) в 1968 году.
В 1957 году Морс произнес вступительную речь на собрании Международной федерации обществ операционных исследований (International Federation of Operational Research Societies, IFORS). В 1959 году он был назначен руководителем первой консультативной группы по операционным исследованиям НАТО.
Морс также сделал выдающуюся карьеру в области физики. Его вклад в науку — учебники Quantum Mechanics (совместно с Эдвардом Кондоном), Methods of Theoretical Physics (совместно с Германом Фешбахом), Vibration and Sound, Theoretical Acoustics и Thermal Physics. Морс также является одним из редакторов-основателей журнала Annals of Physics. В 1929 году он предложил новую функцию — потенциал Морса для двухатомных молекул, которая часто использовалась для интерпретации колебательных спектров.
Морс выступил в качестве соучредителя Акустической лаборатории Массачусетского технологического института (MIT Acoustics Laboratory). Он был первым директором Брукхейвенской национальной лаборатории, а также — основателем и первым директором Вычислительного центра Массачусетского технологического института (MIT Computation Center), членом правления корпорации RAND и Института оборонного анализа. Морс возглавил консультативный комитет, который курировал подготовку справочника по математическим функциям с формулами, графиками и математическими таблицами, широко известного как Abramowitz and Stegun.

## Публикации
- 1945. Methods of Operations Research
- Queues, Inventories, and Maintenance [21] и Library Effectiveness
- Quantum Mechanics с Эдвардом Кондоном
- Methods of Theoretical Physics с Германом Фешбахом[22]
- Vibration and Sound
- Theoretical Acoustics с Уно Ингардом (K. Uno Ingard)[23]
- Thermal Physics
- 1977. In at the Beginnings: A Physicist's Life. Кембридж, Массачусетс: MIT Press, 1977